# Goša nagara
Goša nagara, pisano i kao Goša-nagara (azerski: Qoşa dumbul, Qoşanağara ili Qoşa-nağara, ruski: Гоша нагара ili Гоша-нагара) azerbajdžansko je narodno glazbalo koje spada pod udaraljke. Goša nagara jedna je od najčešćih udaraljka u Azerbajdžanskoj narodnoj glazbi. 

## Etimologija
Qoşa na azerskome znači par, a nagara dolazi od arapske riječi نقارة‎ koja znači kucanje, tucanje.

## Struktura
Po strukturi Goša nagara nalikuje na dva bubnjeva koji su međusobno povezani u obliku kaveza. U Azerbajdžanu također poatoji još jedan bubanj u obliku kotla pod nazivom „Timplipito“ (ruski: тимплипито) koji izgleda kao dva mala međusobna povezana bubnjeva. Goša nagara se svima dvama drvenim štapićima koji su najčešće izrađeni od drveta drijena.
U početku tijelo Goša nagare bilo je napravljeno od gline, a poslije se počelo izrađivati od drveta i metala. Za izradu membrane koriste se teleća, kozja i rijetko devina koža. Membrana se povezuje za tijelo uz pomoć metalnih vijaka koji istodobno služe za podešavanje alata.

## Izvedba
Svira se posebnim drvenim štapićima na podu ili na posebnome stolu. Goša nagara je obavezna kod svih azerbajdžanskih ansambla, orkestra narodnih glazbala, vjenčanja i proslava. Također se koristi za izvođenje azerbajdžanskoga folklora. Goša nagara ima jedinstven timbar te se rijetko koristi kao solo instrument.

## Vanjske poveznice
- The Azerbaijan musical instruments
- Ударные музыкальные инструменты